# Alichtensia couturieri
Alichtensia couturieri är en insektsart som beskrevs av Hodgson och Matile-ferrero 2002. Alichtensia couturieri ingår i släktet Alichtensia och familjen skålsköldlöss.
Artens utbredningsområde är Peru. Inga underarter finns listade i Catalogue of Life.